# (162001) Vulpius
(162001) Vulpius – planetoida z grupy pasa głównego asteroid okrążająca Słońce w ciągu 4 lat i 66 dni w średniej odległości 2,6 j.a. Została odkryta 10 października 1990 roku w Karl Schwarzschild Observatory w Tautenburgu przez Freimuta Börngena i Lutza Schmadela. Nazwa planetoidy pochodzi od Melchiora Vulpiusa (1570-1615), niemieckiego śpiewaka i kompozytora muzyki sakralnej. Została zaproponowana przez Freimuta Börngena. Przed nadaniem nazwy planetoida nosiła oznaczenie tymczasowe (162001) 1990 TH9.